# Damdinsürengiin Oyuuntülkhüür
En aquest nom mongol, el nom és «Oyuuntülkhüür» i «Damdinsürengiin» és un patronímic, no pas un cognom.
Damdinsürengiin Oyuuntülkhüür (mongol: Дамдинсүрэнгийн Оюунтүлхүүр)  (Ulaanbaatar, 10 de novembre de 1975) (més coneguda pel seu nom artístic Oyunaa) és una cantant i compositora mongola que resideix al Japó.
Oyunaa va guanyar el Gran Premi al Festival Mundial de Música Infantil de Tòquio el 1989 amb la seva cançó «Mother's Lullaby». La cançó es va traduir posteriorment al japonès i es va llançar com el primer senzill al Japó el maig del 1990. Fins ara s'han publicat 5 discos i 11 senzills al Japó. El 31 de desembre de 1990 es va convertir en lal participant més jove de la història del llavors programa de cap d'any Koohaku Uta-gassen, que incloïa les millors cançons de l'any a NHK.
Es va graduar al Departament de Piano de l'Escola Superior de Música i Dansa el 1992, al Departament de Música de l'Escola Secundària de Dooho el 1994 i al Departament de Piano de l'Escola de Música de Nagoya el 1998.
El 1996, Oyunaa va tornar a Ulan Bator per tocar un concert benèfic al Palau Cultural Central, recaptant més de 70.000 dòlars per a nens sense llar, monoparentals, famílies amb pocs ingressos, i víctimes d'incendis i inundacions recents.
El 2005 va rebre un màster a l'Institut d'Investigacions Ambientals de la Universitat de Nagoya.
Ajuda els nens a través de la seva Fundació Oyuntulkhuur de 1997.

## Discografia

### En mongol

#### Senzills
- Хайрын эгшиг (El so de l'amor) (2014)

#### Àlbums
- Зүүдний учрал (Una trobada de somni) (2006)

### En japonès

#### Senzills
- 天の子守歌 (Cançó de bressol de la mare) (1990)
- Yes, Happy (1990)
- 花 (Flors) (1991)
- 初恋 (Primer amor) (1992)
- エージンハイル　(L'amor de la mare) (1992)
- 星空はメリーゴーランド　(Circ amb cel estrellat) (1993)
- 遠くへ行きたい (En la distància) (1994)
- 共に生きて (Convivim junts) (1995)
- だけどI LOVE YOU (Però t'estimo) (2000)
- ヒロシマの折鶴〜Paper Cranes〜 (Estel d'Hiroshima) (20019)
- わすれもの (Alguna cosa oblidada) (2010)

#### Àlbums
- オユンナ　(Oyunaa)（1990）
- オユンナII黄砂　(Oyunaa 2. Sorra daurada) (1992)
- 共に生きて　(Convivim junts) (1996)
- 生命あるものはみな-Human Being- (Tot és viu) (1998)
- Wish〜ねがい〜　(Desig) (2006)